# 紳士の品格
『紳士の品格』(しんしのひんかく、原題：신사의 품격)は、韓国のテレビドラマ。2012年5月26日から8月12日までSBSで放送された。
日本ではテレビ東京の関東ローカル枠『韓流プレミア』で2013年5月2日から5月31日まで放送されたほか、BSジャパンなどでも放送された。
主演はチャン・ドンゴンとキム・ハヌルで、CNBLUEのイ・ジョンヒョンも出演している。

## キャスト
- キム・ドジン：チャン・ドンゴン
- ソ・イス：キム・ハヌル
- チェ・ユン：キム・ミンジョン
- イム・テサン：キム・スロ
- イ・ジョンロク：イ・ジョンヒョク
- ホン・セラ：ユン・セア
- パク・ミンスク：キム・ジョンナン
- イム・メアリ：ユン・ジニ
- コリン：イ・ジョンヒョン

## 受賞
- SBS演技大賞 - 最優秀演技賞 週末・連続劇部門（チャン・ドンゴン、キム・ハヌル）
- SBS演技大賞 - 優秀演技賞 週末・連続劇部門（キム・スロ）
- SBS演技大賞 - 10大スター賞（キム・ハヌル、チャン・ドンゴン）
- SBS演技大賞 - 視聴者人気賞（キム・ハヌル）
- SBS演技大賞 - ニュー・スター賞（イ・ジョンヒョン、ユン・ジニ）
- SBS演技大賞 - 特別演技賞 週末・連続劇部門（キム・ミンジョン、イ・ジョンヒョク、キム・ジョンナン）
- SBS演技大賞 - ベスト・カップル賞（キム・ミンジョン、ユン・ジニ）
- SBS演技大賞 - 功労賞（キム・ウンスク）[3]